# 地產仔
《地產仔》（英語：Who Sells Bricks in Hong Kong），是香港電視娛樂、天下一電視製作部、寰亞電視製作部共同製作並於ViuTV首播的香港時裝都市商戰電視劇。本劇由鄧維弼、徐遇安監製。聯合監製為林淑賢，導演及編審為徐梓耀，出品人魯庭暉。本劇演員包括廖子妤、吳肇軒、胡子彤、邱士縉、徐浩昌、陳穎欣、張文傑、余香凝、林家熙、丘翊鵬、岑珈其、徐頴堃、鄭浩南、朱慧敏、麥子樂、郭嘉駿、鄭雪兒、陳婉婷及區明妙。本劇為ViuTV首部被冠名為「ViuTV原創劇」的自家製劇集。
本劇的製作特輯《地產仔製作特輯：獨家筍盤》，在2020年6月28日23:30－00:00，於ViuTV播映。本劇由「LG OLED TV」冠名贊助。

## 故事大綱
胸無大志的裝修工人令狐飛（吳肇軒飾）因為仰慕地產經紀朱欣（陳穎欣飾）而在誤打誤撞下加入馬王（鄭浩南飾）所創辦的「和聯興地產」，與自稱科創界才俊的劉文輝（胡子彤飾）、羽毛球銅牌運動員陸進（邱士縉飾）及癡情會計徐明威（徐浩昌飾）成為了見習地產經紀（地產仔），在女扮男裝的分店經理余韻（廖子妤飾）帶領之下，打算在三個月內考取執業牌照、對抗唯利是圖的業界龍頭「龍星置業」，阻止權傾業界的恭天佑（鄭雪兒飾）、怪獸家長Cat Lok（余香凝飾）、鄧氏長子嫡孫鄧少（張文傑飾）的舊區重建逼遷計劃，保衛街坊家園。

## 演員表

### 和聯興地產
- 令狐飛在店內的藏頭詩可唱版的旋律是參考吳肇軒母校屯門仁愛堂田家炳中學校歌。[4]
- 共有3間分店

| 演員   | 角色   | 簡介 |
| 鄭浩南 | 馬 王  | 創辦人暨老闆 余韻之師父 恭天佑之前夫 |
| 朱慧敏 | 蔣秋霞 | 霞姨 總務 馬王之下屬暨朋友並暗戀之 余韻、令狐飛、劉文輝、 陸進、徐明威之同事 |
| 廖子妤 | 余 韻  | 魚哥 分店經理 馬王之徒弟 令狐飛之上司兼好友 劉文輝、 陸進、徐明威之上司兼好友 余震之姊 阿柏之前女友 男性打扮，受女性仰慕 前龍星置業地產經紀 患有哮喘 |
| 吳肇軒 | 令狐飛 | 狐飛 裝修師傅+兼職電召車司機→見習地產經紀 余韻之下屬兼好友 劉文輝之中學同學、同事兼好友 陸進、徐明威之同事兼好友 朱欣之網友，後為男友但於第17集分手並反目 |
| 胡子彤 | 劉文輝 | 盲雞、劉文光軍、雞哥 科創界才俊→見習地產經紀 余韻之下屬兼好友 令狐飛之中學同學兼好友 陸進、徐明威之同事兼好友 有嚴重讀寫障礙 曾開發「養父」等程式，但及後惹上官非並遭律師母親要求脫離關係 寄居於令狐飛劏房 |
| 邱士縉 | 陸 進  | 阿鹿、嬲嬲鹿 羽毛球球手→髮型屋學徒→見習地產經紀 余韻之下屬兼好友 令狐飛、劉文輝、徐明威之同事兼好友 當球手期間經常得銅牌，而得「銅牌選水」渾名，但秉持公平公正原則比賽 後遭來自中國的選手劉晶打敗，並遭隊友及前女友Carmen嫌棄，並分手 退役後性格變得急功近利，及後再遭Carmen等人奚落後變得更不擇手段 後轉投龍星置業，於第19集被龍星解僱後向眾人反目，並重返和聯興地產、向眾人認錯、道歉並和好 參見龍星置業 |
| 徐浩昌 | 徐明威 | 肥龜 會計師→見習地產經紀 余韻之下屬兼好友 令狐飛、劉文輝、陸進之同事兼好友 Cindy之男友，後遭其嫌棄 於第20集參選區議會選舉 |
| 劉沛蘅 | 露 露  | Lu Lu 余韻之粉絲→兼職員工 找換店大王之女兒 仰慕余韻 |

### 龍星置業
- 香港地產界龍頭企業，全港有多間分店

| 演員   | 角色    | 簡介 |
| 鄭雪兒 | 恭天佑  | 阿公、恭小姐 九龍區總經理 馬王之前妻 Cat Lok、鄧少、陸進之上司 |
| 余香凝 | Cat Lok | Cat姐 明明之母 九龍分區經理 恭天佑之下屬 鄧少之上司，前期不和，後為其女友 唆使朱欣恐嚇舊樓居民並於舊樓天台種草 於第19集被阿公解僱 |
| 張文傑 | 鄧 少   | 分店經理 Cat Lok之下屬，與其不和，後為其男友 鄧武傑、鄧文英之上司 圍村出身，父親為村長 經常藉機非禮朱欣並奚落陳花 視令狐飛為天敵 以黑社會手段收購舊樓 惡行被揭發後為報復而變得性格陰沉及手段兇殘 於第19集落入朱欣設下的圈套而被解僱                                                       |
| 邱士縉 | 陸 進   | 阿鹿、嬲嬲鹿 前和聯興地產的見習地產經紀，後為龍星置業地產經紀 恭天佑之下屬 專門負責海外樓盤生意，以富有的女士為服務對象 與Cat Lok、鄧少不和 於第19集被解僱並與龍星置業眾人反目 於第20集重返和聯興地產 參見和聯興地產                                                                      |
| 林家熙 | 鄧武傑  | 地產經紀 鄧少之同村兄弟兼跟班 最終辭職後創業，成為新地產公司老闆 |
| 岑珈其 | 鄧文英  | 地產經紀 鄧少之同村兄弟兼跟班 最終辭職後創業，成為新地產公司老闆 |
| 陳婉婷 | 張 雨   | Cat Lok之助手 仰慕魚哥、後反目 |
| 陳穎欣 | 朱 欣   | 欣豬、欣姐 地產經紀 令狐飛之網友，後為女友，但於第17集被狐飛冷漠也誤會對方移情別戀而分手，且因被竊聽識穿收樓而反目 經常遭鄧少非禮，其後於第18集告密給傳媒踢爆鄧少強硬收樓事敗其解僱 因急於「搵快錢」去外國讀書而開始不擇手段 受Cat Lok唆使恐嚇舊樓居民並於舊樓天台種草 最後升職為分店經理 |
| 徐頴堃 | 陳 花   | 阿花、殘花、花姐 地產經紀 阿博之妻 曾勸誡朱欣勿受Cat Lok唆使 最後辭職 |
| 丘翊鵬 | 洪寶寶  | 地產經紀 前和聯興員工 於第17集被成為最先解僱的一員 |
| 劉 悅  | Carmen  | 陸進之前女友，因當年其輸掉球賽而分手，曾與當年跟其對賽之對手劉晶拍拖 後因事而去龍星做見習地產經紀 |

### 劏房租客
| 演員   | 角色     | 簡介 |
| 麥子樂 | 周 全    | 裝修師傅 令狐飛之舅父 劏房業主 對令狐飛父母之死無法忘懷，並憎惡地產經紀 反對令狐飛投身地產界並針對之，但隨之告訴其地產經紀也有些是好人而表示同情 於第8集因劏房爆糞渠並令狐飛摔破Uncle雷亡妻骨灰盅而趕走令狐飛及劉文輝，經體諒後令狐飛及劉文輝分別於第16及18集搬回劏房 |
| 吳肇軒 | 令狐飛   | 狐飛 裝修師傅+兼職電召車司機→見習地產經紀 周全之外甥 劏房租客 自小父母過身 遭周全反對做地產經紀並受針對 於第8集因劏房爆糞渠並摔破Uncle雷亡妻骨灰盅而遭周全趕走，逐出期間曾與劉文輝寄居於「奮鬥房」。經周全之體諒後於第16集搬回劏房                                    |
| 胡子彤 | 劉文輝   | 盲雞 令狐飛之中學同學兼好友 於第3集開始寄居於令狐飛劏房 於第8集遭周全一併趕走，逐出期間曾與令狐飛寄居於「奮鬥房」。經周全之體諒後於第18集搬回劏房 |
| 趙永洪 | D 打     | 殯儀從業員 劏房租客 曾炒賣地產為生 |
| 徐廣林 | 肥 文    | 巴士司機 劏房租客 曾炒賣地產為生 |
| 夏韶聲 | Uncle 雷 | 音樂人 劏房租客 |
| 張蔓莎 | 連莎莎   | 連姿姿之孖生姊姊 與連姿姿經營網上時裝店 劏房租客 |
| 張蔓姿 | 連姿姿   | 連莎莎之孖生妹妹 與連莎莎經營網上時裝店 劏房租客 |

### 其他角色
| 演員           | 角色       | 簡介 |
| 強尼           | 小 二      | 茶餐廳水吧夥計，裝修後變為股東 與周全、令狐飛諗熟，之後中彩票並置業                                                                                  |
| Heyo           | 司徒友善   | 於第1集在「世外桃源」樓盤外宣揚勿做樓奴信念，後被保安主任趕走                                                                                        |
| 蘇偉泉         | 保安主任   | 於第1集在「世外桃源」樓盤外趕走司徒友善及其支持者，第6集為平息和聯興地產和龍星置業在「世外桃源」樓盤外之衝突而被和聯興地產部分地產經紀不小心推跌受傷 |
| 梁皓楷         | 陳先生     | 租盤買家 被朱欣帶到裝修中的舊樓單位，並遇見令狐飛 其後藉機非禮朱欣，被令狐飛擊退                                                                     |
| 周恩恩         | 電召車乘客 | 乘坐令狐飛駕駛的電召車，後遇上交通意外 |
| 岑樂怡         | Cindy      | 徐明威之女友，經常要求其進貢金錢 |
| 區明妙         | Alice BB   | 劉文輝之前助養對象 後因「養父」程式下架而訛騙劉文輝                                                                                                  |
| 楊依依         | 伍月美     | May婆婆 擁有「奮鬥房」及另外四個同座舊樓單位的隱形富婆，因避免和地產經紀打交道而假裝患有腦退化症                                                     |
| 徐偉棟         | 阿 柏      | 余韻之前男友 後娶富家女 |
| 郭嘉駿         | 余 震      | 余韻之弟 宅男，溝通能力欠佳 擁有過萬粉絲直播頻道，直播時會變得口齒伶俐 之後嘗試入行成為地產經紀                                                      |
| 黃素歡         | 余 太      | 余韻、余震之母 初期過分呵護余震 於第11集取用余韻之積蓄買房子給余震                                                                                   |
| 黎曉陽         | 柴志輝     | 柴至廢 陸進之前羽毛球隊隊友，與其不和並藐視其 淚腺過敏症患者 現以領取傷殘津貼為生並入住公共屋邨一人單位                                              |
| 張達明         | 豪 哥      | 和聯興客戶 前裝修師傅 現收購化妝樓及經營買賣劏房專用屎坑絞碎機次貨為生                                                                               |
| 李凱賢         | 乞 丐      | 為人瘋癲貪錢，長髮和尚打扮 令陸進性格大變並走火入魔之關鍵人物                                                                                        |
| 陳健朗         | 銀仔達     | 從事虛擬貨幣開發 |
| 鄒凱光         | Cancer 哥  | 凶宅業主 |
| Artem Ansheles | 行為藝術家 | 於第15集中在Cancer 哥物業中出現，聲稱以行為藝術證明世界沒有鬼魂存在                                                                                  |
| 李英濤         | 蔣 叔      | 蔣秋霞父 舊式歌廳老闆 |
| 駱振偉         | 阿 博      | 陳花之丈夫 歌手，收入不穩定 但很介意陳花外出工作 |
| 黃根鳴         | 陸進父     | 對陸進打輸羽毛波比賽極度失望 |
| 麥可怡         | 電腦店員   | 賣含有偷聽功能之路由器給朱欣，及後余韻和令狐飛亦光顧                                                                                                 |
| 吳國麟         | 汽車經紀   | 於第20集介紹新車給朱欣時，因其口材受賞識而被招攬 |
| 陳銳強         | 餐廳侍應   | 要疲於奔命獨力應付幾檯人客，包括余韻、Cat Lok、朱欣、令狐飛等，每人因應心情不同而有不同的要求。雖有怨言但仍專業地保持微笑。                          |

## 每集列表
| 集數   | 首播日期 | 標題                 | 備註   |
| ------ | -------- | -------------------- | ------ |
| 2020年 |          |                      |        |
| 01     | 6月29日  | 一見鍾情             |        |
| 02     | 6月30日  | 決定放手一試         |        |
| 03     | 7月1日   | 回想起初出道的往事   |        |
| 04     | 7月2日   | 有所企圖             |        |
| 05     | 7月3日   | 埋下計時炸彈         |        |
| 06     | 7月6日   | 積極備戰             |        |
| 07     | 7月7日   | 眾人命運此刻連成一線 |        |
| 08     | 7月8日   | 秘密基地             |        |
| 09     | 7月9日   | 有驚無險             |        |
| 10     | 7月10日  | 逆權侵佔             |        |
| 11     | 7月13日  | 正式成為地產經紀     |        |
| 12     | 7月14日  | 暗中竊取打鬥影片     |        |
| 13     | 7月15日  | 網上流傳打鬥片段     |        |
| 14     | 7月16日  | 終於有所進展         |        |
| 15     | 7月17日  | 凶宅開直播           |        |
| 16     | 7月20日  | 懷疑有臥底           | 結局篇 |
| 17     | 7月21日  | 錯失化解誤會的時機   | 結局篇 |
| 18     | 7月22日  | 面臨內訌決裂         | 結局篇 |
| 19     | 7月23日  | 助紂為虐             | 結局篇 |
| 20     | 7月24日  | 獲得街坊們一致支持   | 大結局 |

## 評價
直至2022年2月上旬，此劇在豆瓣網的評分為7.1分，共有208人評價。

## 記事
- 2020年6月23日：ViuTV為本劇舉行記者會，劇中演員邱士縉、吳肇軒、胡子彤、廖子妤、徐浩昌、余香凝、陳穎欣、張文傑、岑珈其、林家熙、徐穎堃、郭嘉駿、麥子樂、導演徐梓耀及監製徐遇安出席。[7]
- 此劇部份日子在ViuTV官方Facebook專頁舉行直播，由吳肇軒、胡子彤、導演徐梓耀主持，並邀請其他劇中演員大談拍攝期間趣事及劇情發展。

| 日期    | 其他參與演員                                                                                                 | 備註           |
| 2020年  | |                |
| 7月9日  | 麥子樂、張蔓莎、張蔓姿                                                                                       |                |
| 7月10日 | 陳穎欣、徐頴堃、邱士縉                                                                                       |                |
| 7月14日 | 廖子妤、劉沛蘅                                                                                               |                |
| 7月17日 | 張文傑、岑珈其、林家熙                                                                                       |                |
| 7月21日 | 余香凝 | 以Zoom會議進行 |
| 7月22日 | 廖子妤、陳婉婷、丘翊鵬                                                                                       | 以Zoom會議進行 |
| 7月23日 | 邱士縉、郭嘉駿                                                                                               | 以Zoom會議進行 |
| 7月24日 | 張文傑、林家熙、丘翊鵬、麥子樂、徐浩昌、強尼、廖子妤、陳婉婷、邱士縉、劉沛蘅、陳穎欣、張蔓莎、張蔓姿、徐頴堃 | 以Zoom會議進行 |

## 外部連結
- ViuTV：地產仔（页面存档备份，存于）
- ViuTV：地產仔製作特輯：獨家筍盤（页面存档备份，存于）
- 《地產仔》主題曲 - That's Why（歌星版MV）的Facebook專頁
- 《地產仔》片尾曲 - 每一次等待（MV）的Facebook專頁
- 豆瓣电影上《地產仔》的資料 （简体中文）

## 作品的變遷
| 香港 ViuTV 星期一至五 21:30－22:30        | 香港 ViuTV 星期一至五 21:30－22:30        | 香港 ViuTV 星期一至五 21:30－22:30 |
| ----------------------------------------- | ----------------------------------------- | ---------------------------------- |
|                                           | 地產仔 （2020年6月29日－2020年7月24日）   |                                    |
| 檢法男女2 （2020年6月1日－2020年6月28日） | 醫生耀漢 （2020年7月27日－2020年8月25日） |                                    |